# Виктор Зубков
Виктор Алексеевич Зубков е министър-председател на Русия от 14 септември 2007 до 7 май 2008.
До 17 септември 2007 г. е председател на Комитета за надзор на финансите. От 12 май 2008 г. е първи заместник-председател на правителството на Владимир Путин.